# جورج دبليو. ماير
جورج دبليو. ماير (بالإنجليزية: George W. Meyer)‏ هو كاتب أغاني أمريكي، ولد في 1884 في بوسطن في الولايات المتحدة، وتوفي في 28 أغسطس 1959 في نيويورك في الولايات المتحدة.

## وصلات خارجية
- جورج دبليو. ماير على موقع IMDb (الإنجليزية)
- جورج دبليو. ماير على موقع ميوزك برينز (الإنجليزية)
- جورج دبليو. ماير على موقع قاعدة بيانات برودواي على الإنترنت (الإنجليزية)
- جورج دبليو. ماير على موقع أول ميوزيك (الإنجليزية)
- جورج دبليو. ماير على موقع ديسكوغز (الإنجليزية)
- جورج دبليو. ماير على موقع قاعدة بيانات الفيلم (الإنجليزية)